# Nůž (kniha)
Nůž je kniha srbského spisovatele Vuka Draškoviće, kterou napsal v roce 1982.
V knize se prolíná více časových a dějových linií, hlavním příběhem je však osud chlapce Aliji Osmanoviće, kterému krátce po jeho narození vyvraždili muslimové (rodina Osmanovićů) jeho srbskou rodinu a přijali jej za svého. Jelikož v době druhé světové války či po ní zahynuli všichni svědkové této události, o svém skutečném původu se Alija (původním jménem Ilija Jugović) dozvídá až v době svých vysokoškolských studií.
Podle Draškovićovy knihy vznikl v roce 1999 stejnojmenný film.